# 施鲁姆
施鲁姆是德国石勒苏益格－荷尔斯泰因州的一个市镇。总面积5.00平方公里，总人口76人，其中男性42人，女性34人（2011年12月31日），人口密度15人/平方公里。